# 蘇阿拉臘
蘇阿拉臘（Soalara）為位在馬達加斯加的城鎮，由阿齊莫-安德列發那區圖利亞拉二縣（Toliara II District）管轄。2001年人口普查估計該城鎮人口約有10,000人。
蘇阿拉臘擁有當地的機場和港口。該城鎮的教育機構設有小學和初級中學。漁業為該城鎮主要的產業，佔勞動人口的60%，另外有15%的居民從事農業，20%的居民從事畜牧業。木薯為該城鎮最主要的作物，而其他主要作物還有番薯以及豇豆等。另外從事服務業的居民佔該城鎮勞動人口的5%。